# Сентервілл (Південна Дакота)
Сентервілл (англ. Centerville) — місто (англ. city) в США, в окрузі Тернер штату Південна Дакота. Населення — 918 осіб (2020).

## Географія
Сентервілл розташований за координатами 43°7′0″ пн. ш. 96°57′34″ зх. д. / 43.11667° пн. ш. 96.95944° зх. д. (43.116535, -96.959477).  За даними Бюро перепису населення США в 2010 році місто мало площу 1,86 км², уся площа — суходіл.

## Демографія
Згідно з переписом 2010 року, у місті мешкали 882 особи в 374 домогосподарствах у складі 231 родини. Густота населення становила 473 особи/км².  Було 425 помешкань (228/км²).
Расовий склад населення:
| - 98,2 % — білих - 0,6 % — корінних американців - 0,3 % — чорних або афроамериканців - 0,2 % — азіатів |

До двох чи більше рас належало 0,6 %. Частка іспаномовних становила 1,2 % від усіх жителів.
За віковим діапазоном населення розподілялося таким чином: 23,9 % — особи молодші 18 років, 55,2 % — особи у віці 18—64 років, 20,9 % — особи у віці 65 років та старші. Медіана віку мешканця становила 39,9 року. На 100 осіб жіночої статі у місті припадало 100,0 чоловіків;  на 100 жінок у віці від 18 років та старших — 92,3 чоловіків також старших 18 років.
Середній дохід на одне домашнє господарство  становив 49 049 доларів США (медіана — 42 011), а середній дохід на одну сім'ю — 58 830 доларів (медіана — 57 917). Медіана доходів становила 36 429 доларів для чоловіків та 30 156 доларів для жінок. За межею бідності перебувало 11,6 % осіб, у тому числі 15,3 % дітей у віці до 18 років та 7,1 % осіб у віці 65 років та старших.
Цивільне працевлаштоване населення становило 399 осіб. Основні галузі зайнятості: освіта, охорона здоров'я та соціальна допомога — 32,6 %, виробництво — 15,8 %, транспорт — 8,8 %, роздрібна торгівля — 7,0 %.